# Ceratinopsis machadoi
Ceratinopsis machadoi är en spindelart som först beskrevs av Miller 1970.  Ceratinopsis machadoi ingår i släktet Ceratinopsis och familjen täckvävarspindlar. Inga underarter finns listade i Catalogue of Life.